# Куракин, Степан Борисович
Князь Степан Борисович Куракин (1754—1805) — русский офицер и чиновник, один из основателей Английского клуба; действительный тайный советник. Происходил из рода Куракиных, брат «бриллиантового князя» А. Б. Куракина. Сенатор (1801).
Владелец усадьбы Алтуфьево и Кураковщины. Сохранилась также его московская усадьба на Новой Басманной.

## Биография
Сын князя Бориса Александровича Куракина от брака с Еленой Степановной Апраксиной. Рано остался без родителей, жил в доме у бабки А. И. Куракиной (урождённой Паниной), затем по желанию двоюродного деда и опекуна Н. И. Панина был отправлен на учёбу в Швецию. Но пробыл там недолго и добровольцем отправился к другому деду П. И. Панину в действующую армию на войну против Турции.
Его тётка, княжна А. А. Куракина была этим недовольна: «Я бы очень желала, чтобы по окончании кампании подумали несколько об его воспитании: кажется героем сделаться ему время не ушло бы, а к наукам привыкать не всегда равно способно, особливо ему, который жестоко неглижирован». Старший брат Александр Борисович свысока относился к младшему, и Степан Борисович жаловался, что тот «поставляет его хуже самого малого ребёнка, который до десяти перечесть не может» и приписывает ему понятия «самого безрассудного и безграмотного офицера».
После взятия Бендер граф Панин отправил его в Петербург со взятыми знамёнами и булавами, однако Екатерина II, не любившая П. И. Панина, «своего персонального оскорбителя», ничем не наградила его внука.
В 1770 году получил чин капитана, служил под начальством Репнина в Польше, участвовал в военных действиях в Польше в 1772—1773 годах, в 1773 году будучи адъютантом А. И. Бибикова находился в войсках при подавлении бунта Пугачёва.
После смерти Бибикова сначала служил в Новотроицком кирасирском полку, а в 1775—1780 в кирасирском Наследника Цесаревича, где ему довелось изрядно пострадать от раздражительности Павла Петровича. С Изюмским гусарским полком участвовал в походе в Крым в 1783 году, затем командовал Ахтырским гусарским полком.
В 1789 вышел в отставку в чине генерал-майора. В правление Павла I начальник Экспедиции кремлёвского строения в чине тайного советника.

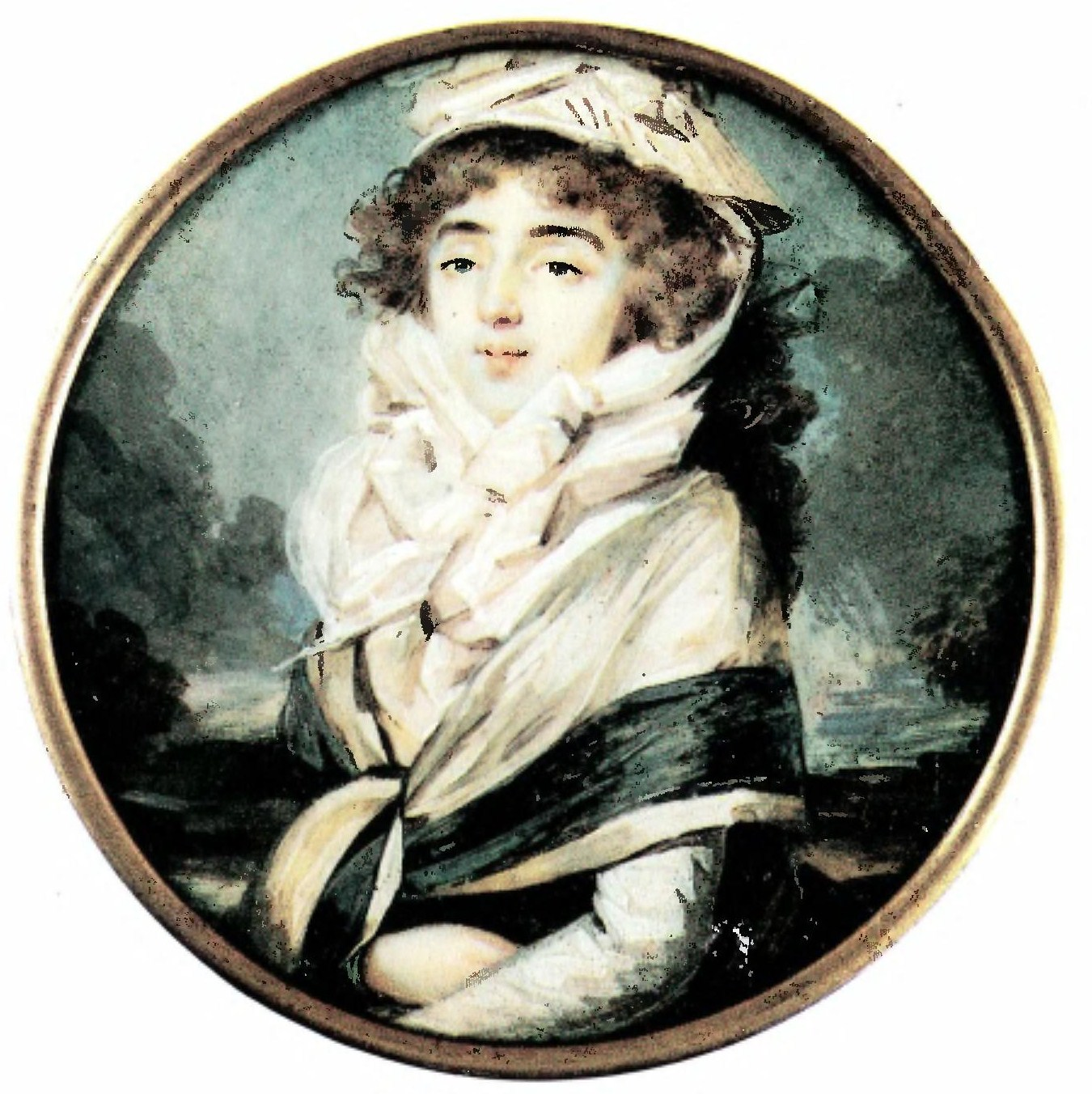
Наталья Петровна,
1-я жена

В 1804 году оставил службу действительным тайным советником.
Скончался в 1805 году после тяжёлой болезни. Похоронен в Москве в Новоспасском монастыре.

## Образ жизни
Князь Степан Куракин был известен как старшина московского Английского клуба. Вёл роскошный образ жизни, любил принимать гостей. Славился своими гастрономическими обедами и ужинами. Однако это не сказывалось на его состоянии: он умело вёл дела, был расчётливым и опытным хозяином, получая большие доходы, но не притесняя своих крестьян. В своём имении Степановском Зубцовского уезда Тверской губернии выстроил роскошную усадьбу и основал большую полотняную фабрику.
Перед вступлением во второй брак Куракин приобрёл Алтуфьево (тогда Олтуфьево, подмосковную деревню).
В Алтуфьево у Куракина бывали И. А. Крылов, В. В. Измайлов, И. И. Дмитриев, Д. И. Фонвизин.

## Семья

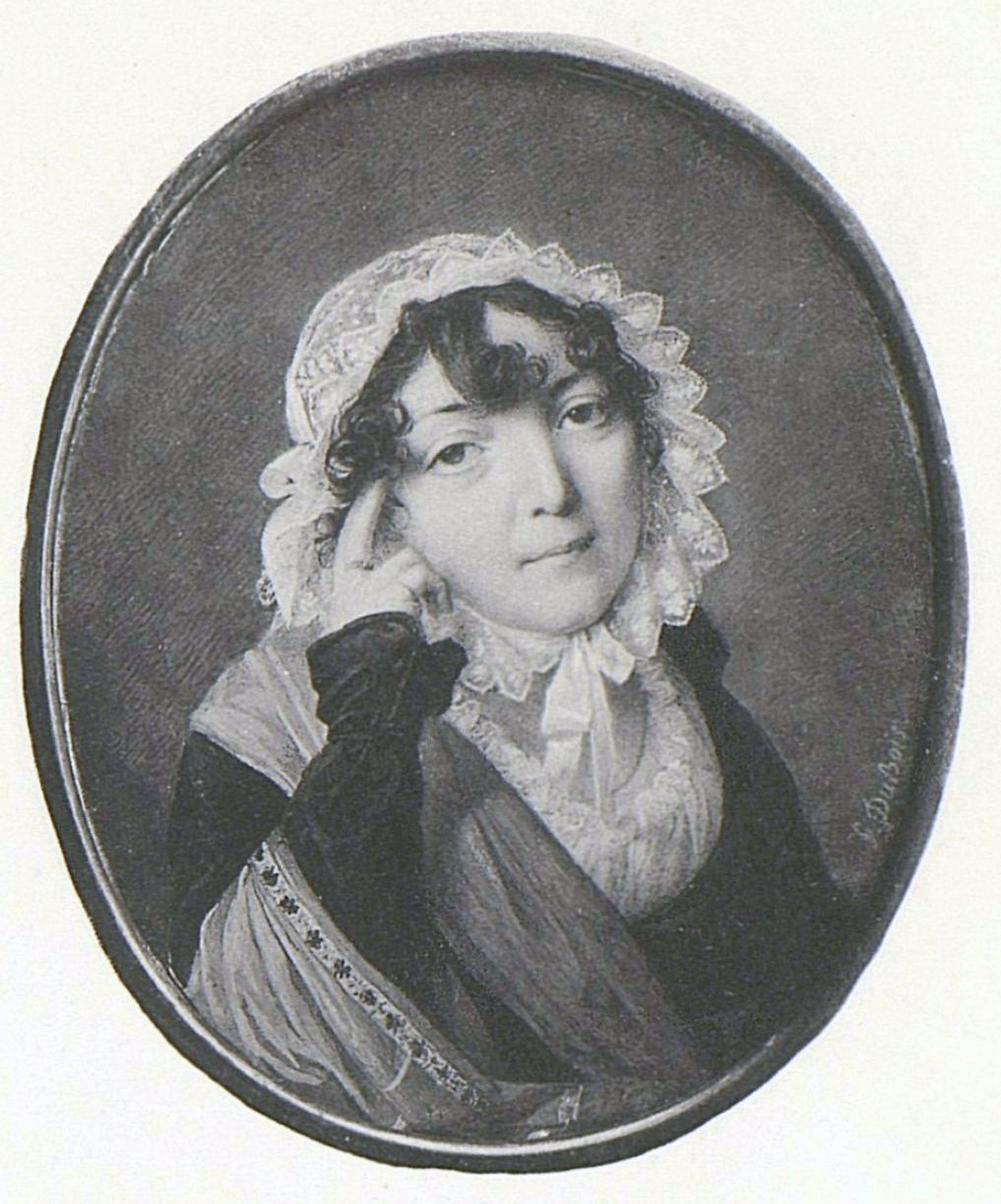
Екатерина Дмитриевна,
2-я жена

Был женат дважды, но детей в обоих браках не было:
1. жена c 1775 по 1799 год Наталья Петровна Нарышкина (1758—1825), сестра сенатора П. П. Нарышкина, племянница фельдмаршала Н. В. Репнина. Через одиннадцать лет после замужества влюбилась в С. С. Апраксина, в родного дядю по матери братьев Куракиных; связь с ним была весьма публичной. Наталья Петровна разъехалась с мужем и жила в доме у матери своей, а после её смерти в 1793 году у дяди, князя Н. В. Репнина. Вследствие высокого положения в обществе Куракин добился формального развода во Владимирской консистории, утверждённого Синодом, без предъявления существенных причин. Княгиня по собственному показанию «отлучилась от мужа по неизлечимой болезни»; о болезни представила свидетельство никому не известного врача Сен-Мора. Этот редкий в то время случай развода послужил впоследствии прецедентом для развода цесаревича Константина Павловича с великой княгиней Анной Фёдоровной. После развода, Наталья Петровна удалилась от света и жила во владимирской своей деревне.
2. жена c 1799 года Екатерина Дмитриевна Измайлова (1761—1843), дочь полковника Дмитрия Львовича Измайлова от брака с графиней Елизаветой Ивановной Гендриковой, двоюродной племянницей императрицы Елизаветы Петровны, внучка Л. В. Измайлова. Влюбившись в Измайлову и добившись в Синоде развода с первой женой, Куракин тотчас же женился на предмете своей страсти. Брак был непродолжителен, князь умер через шесть лет, скрывая во время болезни свои страдания от нежно любимой жены. Овдовев, княгиня Екатерина Дмитриевна вела очень тихую и уединенную жизнь. Она скончалась в Москве и была похоронена в Новоспасском монастыре.